# Mycobionte
Ne doit pas être confondu avec Microbionte.

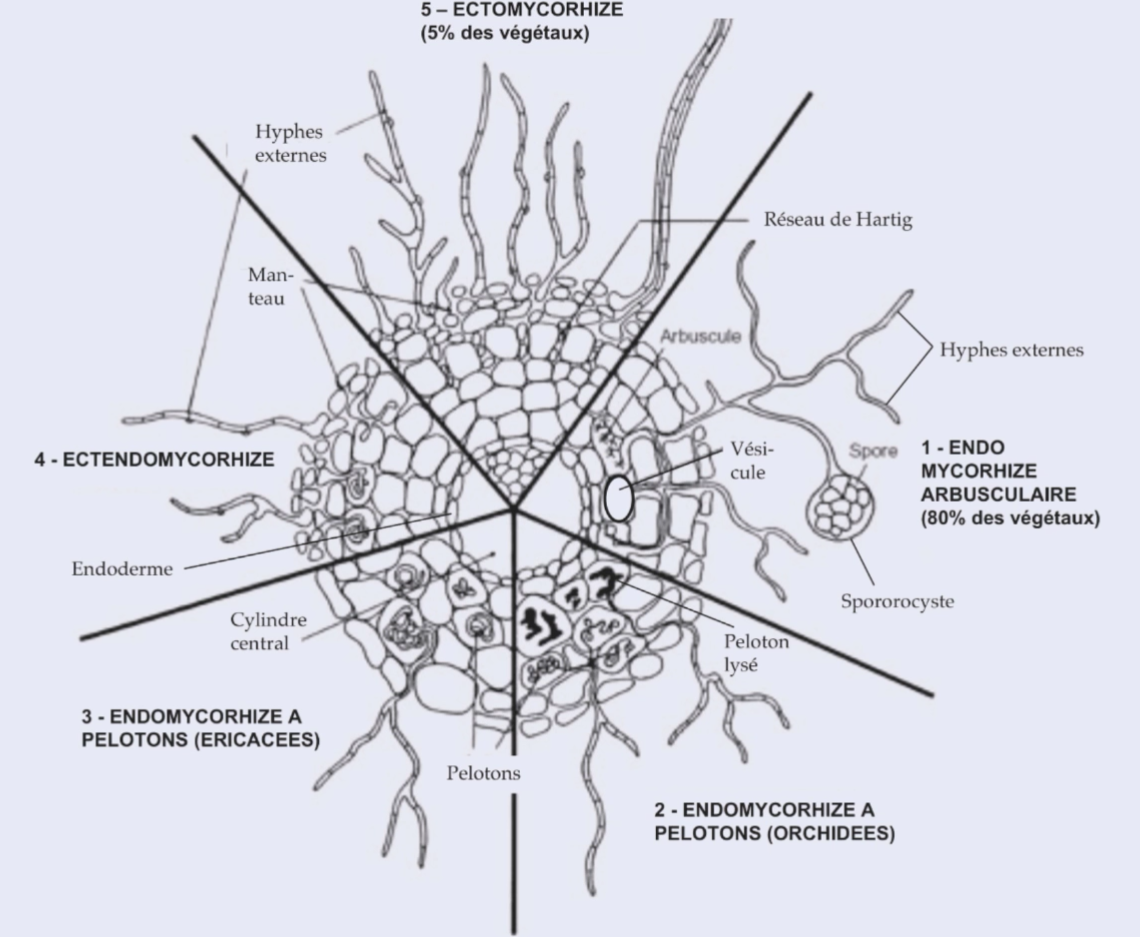
Cinq principaux types de mycorhizes par leur mode de fonctionnement en tant que mycobionte. La mycorhize à arbuscule est utilisée par 80 % de la flore.

Un mycobionte est un champignon ou un ensemble de champignons impliqué dans une forme de symbiose mutualiste, mais parfois pris comme un parasitisme sans symptômes. On retrouve fréquemment dans ces association les divisions ascomycètes ou basidiomycètes.
Les mycobiontes peuvent être intercellulaires ou intracellulaires (suçoirs) dans les liaisons lichéniques (utilisant des microalgues comme photobiontes), à 98 % avec des ascomycètes, mais parfois des basidiomycètes), mais sont strictement intercellulaires dans les mycophycobioses, qui utilisent des macroalgues comme photobiontes, exclusivement des ascomycètes.

## Description

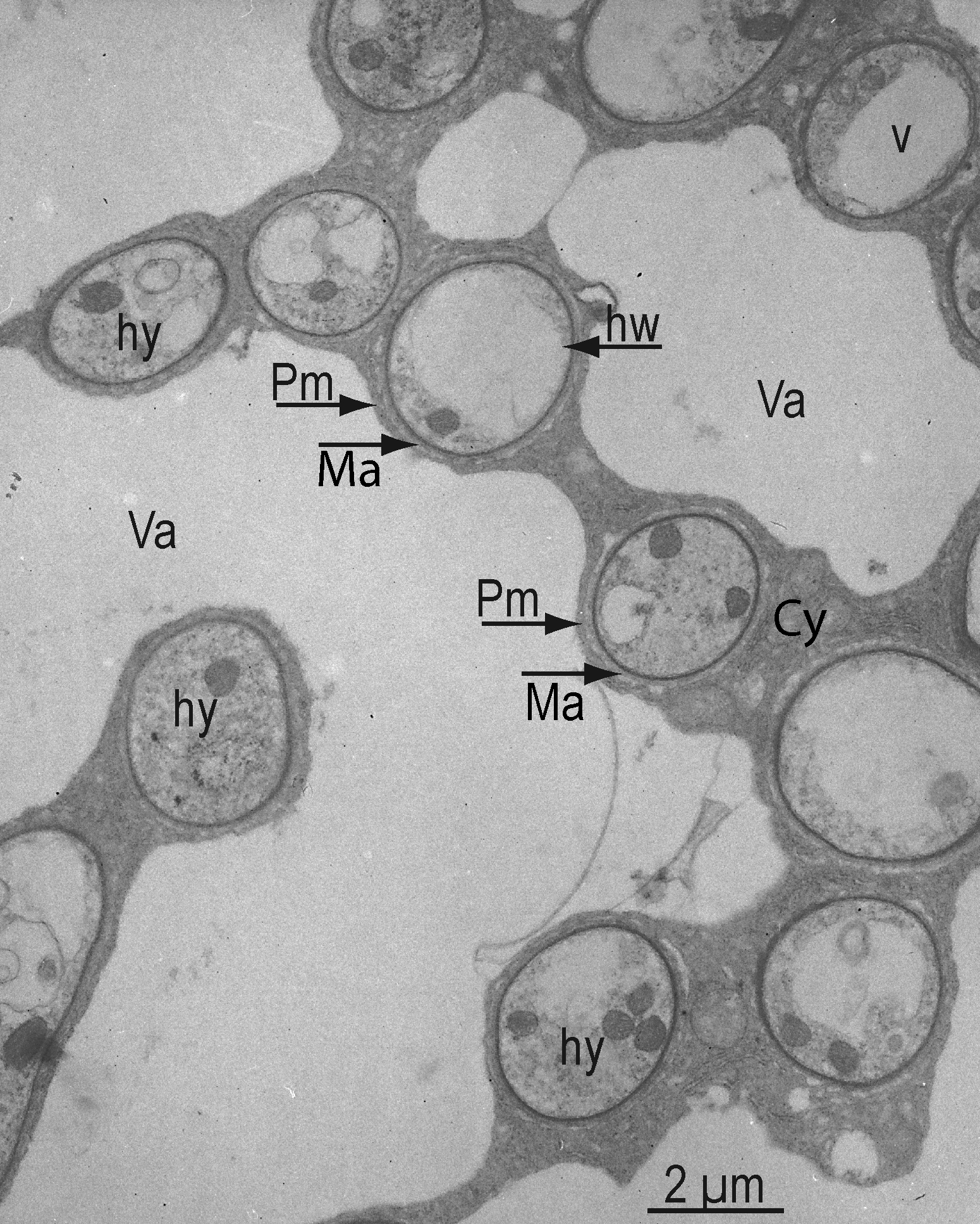
Vue microscopique d'hyphes (hy) intracellulaires dans une mycorhize d'orchidée.

Les orchidées et les Ericales sont des familles de plantes utilisant également des symbioses utilisant différents types d'ectendomycorhizes et d'endomycorhizes à pelotons, également avec ascomycètes ou basidiomycètes, les mycorhizes apportant alors azote, phosphore et parfois carbone à la plante. Les orchidées dépendent de champignons mycorhiziens. Dans une étude sur Habenaria repens, le mycobionte semble être généralement du genre Epulorhiza (en) (un basidiomycète).
D'autres associations comme les mycophylles ou l'endophytisme sont mal connues mais seraient également présentes chez les Poaceae (par des Clavicipitacées, ascomycètes proches de l'ergot de seigle). Elles apportent alors une amélioration de la résistance au stress hydrique, une modification de la conductance stomatique (en), une augmentation de la croissance et de la teneur en azote et une réduction du broutage par les herbivores.

Schéma du réseau de mycorhizes dans le mycobionte de l'orchidée.

## Histoire
On trouve des fossiles de zygomycètes non symbiotiques depuis l'Ordovicien (460 Ma)
La présence du groupe des zygomycètes est documentée depuis le Dévonien voire avant. Il est responsable d'associations mutualistes avec toutes les Archégoniates sauf les mousses. Les glomales, qui sont des zygomycètes, coïncident avec la sortie des eaux des archégoniates, il y a 460 à 355 millions d'années.